# Gare de Saint-Pétersbourg-Vitebsk
La gare de Vitebsk (Ви́тебский вокза́л) est la plus vieille gare de Saint-Pétersbourg, son architecture est de style classique empreint d'Art nouveau avec un ton jaune ocre et blanc. Elle doit son nom à la ville de Vitebsk.
C'est de là que le premier train en provenance de Moscou arriva (septembre 1851). La gare de Vitebsk a été restaurée (2001-2003) à l'occasion du tricentenaire de la fondation de Saint-Pétersbourg. Une statue rend hommage à Franz Anton von Gerstner.

## Situation ferroviaire
Depuis la gare de Vitebsk, il est possible de prendre un train pour l'Ukraine, la Biélorussie, l'Europe de l'Est ou bien simplement la banlieue proche de Saint-Pétersbourg [sans prise en compte du contexte actuel].

## Histoire

### Les premières gares
Gare terminus de la première ligne de chemin de fer en Russie son emplacement est située à moins d'une centaine de mètres du canal Vvedensky. Dénommée alors Tsarskoselsky, elle dispose d'un bâtiment en bois lors de sa mise en service le 30 octobre 1837. 
En 1849-1852, à proximité, on construit une nouvelle gare en pierre comportant deux étages et en 1874-1876, elle est reconstruite en l'agrandissant. En 1900-1901, on construit une gare pour la famille impériale sur la rive du canal. On trouve dans la gare de Vitebsk une réplique du train impérial et de sa locomotive.

### Gare actuelle
C'est en 1900 qu'est lancé le projet d'une importante nouvelle gare. La première année sont réalisées les fondations du bâtiment principal puis un concours est organisé mais aucun des projets n'est accepté et c'est l'équipe d'origine qui reprend la construction supervisée par un ingénieur civil. L'édifice, achevé en 1904, est conçu par Stanislav Brzhozovsky et Sima Minash, il comporte une tour d'horloge altière, une coupole de style néo-renaissance ainsi que des balcons dont les balustrades de fer forgé figurent des lyres ; de nombreux ornements présents en façade et en intérieur appartiennent au répertoire Art Nouveau. Dans le hall principal, un escalier mène à l'étage ainsi qu'aux quais, qui ont été surélevés afin de prévenir tout risque d'inondation. Le hall, entièrement restauré à l'instar de toute la gare en 2003, est orné de peintures illustrant l'histoire du chemin de fer russe.

## Service des voyageurs

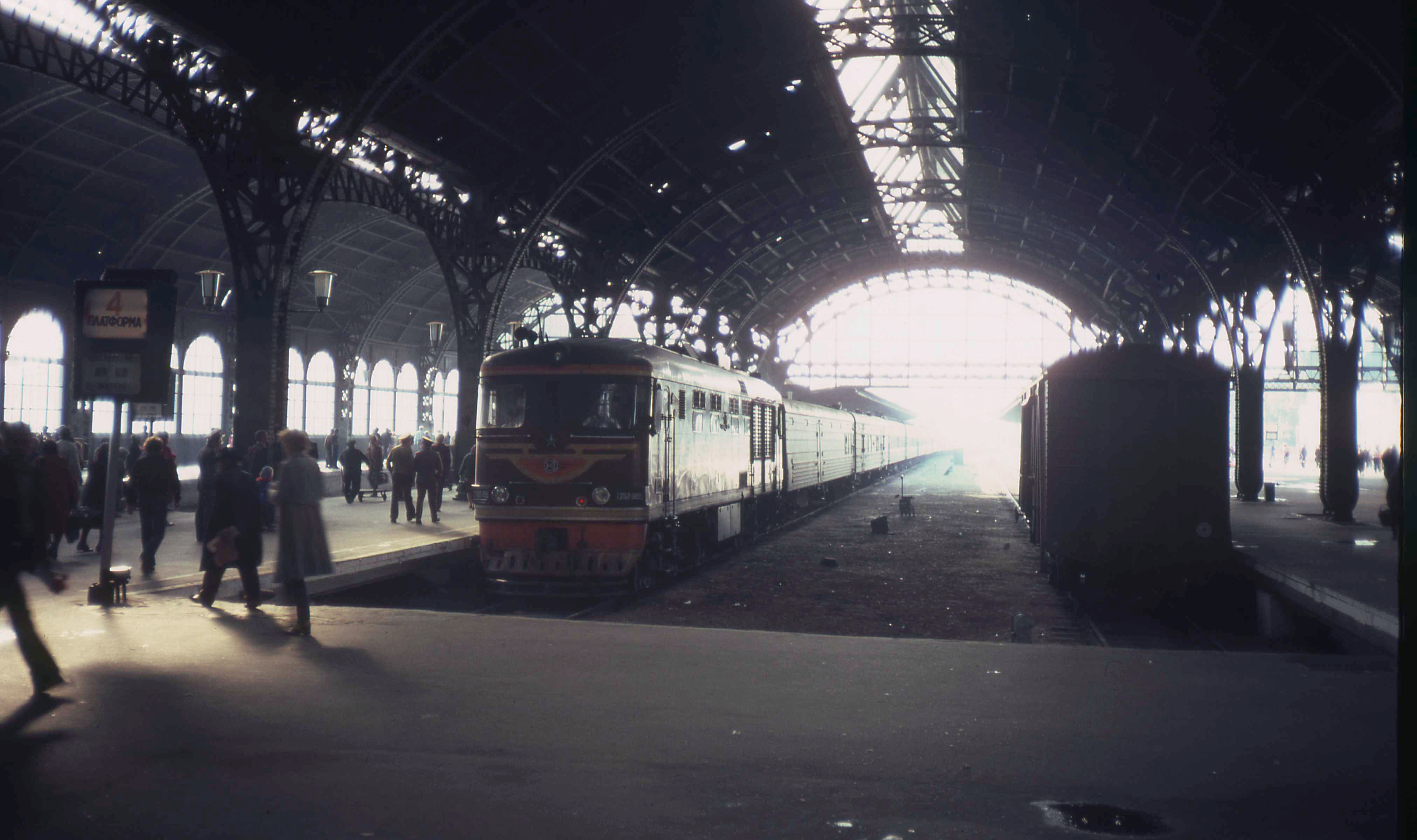
Gare de Saint-Petersbourg-Vitebsk en 1982.